# Спонтанное параметрическое рассеяние
Спонта́нное параметри́ческое рассе́яние (СПР; англ. spontaneous parametric down-conversion, SPDC, также параметрическая флуоресценция) — важный процесс в квантовой оптике, при котором рассеянные фотоны образуются в виде спутанных пар, формируя так называемое бифотонное поле. В процессе СПР нелинейная среда (кристалл) разделяет поступающие фотоны на пары, суммарные энергия и импульс которых равны энергии и импульсу входных фотонов.
Явление предсказано в 1966 году Д. Н. Клышко, объяснено и исследовано с соавторами до 1981 года, отмечено государственной премией в 1983 году.

## Механизм явления
Один квант с энергией {\displaystyle \hbar \omega _{3}} распадается на два кванта с энергиями {\displaystyle \hbar \omega _{1}} и {\displaystyle \hbar \omega _{2}} c соблюдением закона сохранения энергии {\displaystyle \hbar \omega _{3}=\hbar \omega _{1}+\hbar \omega _{2}} и закона сохранения импульса {\displaystyle \hbar k_{3}=\hbar k_{1}+\hbar k_{2}}, где {\displaystyle k} - волновой вектор фотона.

## Где используется
Генерируемые частоты определяются законом сохранения импульса, т.е. направлением в кристалле, в котором выполняется этот закон для данных частот. Таким образом, вращая кристалл, можно плавно изменять частоту генерируемого излучения в широких пределах. Данное явление используется для генерации перестраиваемого по частоте инфракрасного излучения.